# Dasyuromyia tarsalis
Dasyuromyia tarsalis är en tvåvingeart som beskrevs av Aldrich 1934. Dasyuromyia tarsalis ingår i släktet Dasyuromyia och familjen parasitflugor. Inga underarter finns listade i Catalogue of Life.